# لورنز أدلون
لورنز أدلون (بالألمانية: Lorenz Adlon)‏ (29 مايو 1849 - 7 أبريل 1921) كان مدير فنادق و تاجر و ممون ألماني. 

## النشأة
ولد لورنز أدلون في ماينتس، الطفل السادس من 9 أبناء لصناعة الأحذية جاكوب أدلون و زوجته آنا ماريا إليزابيث شالوت والتي تعمل كقبالة. 